# Шокерфейс
Шокерфейс  (англ. Taserface) — персонаж, появляющийся в комиксах издательства Marvel Comics.

## История публикации
Шокерфейс был создан писателем Джимиом Валентино и впервые появился в Guardians of the Galaxy #1 (июнь 1990).

## Биография
Шокерфейс — продвинутый разведчик для Старка. Существо, известное как Шокерфейс, происходило с планеты, населенной примитивными существами. Однажды, кэш брони и технологий, созданные Тони Старком, оказались на их планете. Жители быстро приспособились к новой технологии, назвав себя Старками после своего кумира, и продолжили злоупотреблять своим новым найденным даром, чтобы покорять другие планеты.
Он был отправлен на планету Кург, чтобы следить за ней и в конечном итоге сражаться со Стражами Галактики. После его поражения он подвергся пыткам со стороны своего вида и получил свое имя от него. Теперь, идя под именем Безымянный, его ненависть к Стражам росла.
Он просит милосердия у Высшей Сестры для искупления и получает апгрейды. Он возвращается с именем Оверкилл после превращения в киборга. Он борется с Голливудом, альтернативной версией «Чудо-Человека», и надеется его легко победить. Он пытается взорваться в последнюю минуту, но Голливуд поглощает взрыв, убивая только Оверкилла.

## Силы и способности
Шокерфейс обладает некоторой степенью неуязвимости из-за того, что он киборг. Он также располагает огромным количеством оружия, включая лучи, датчики и, как следует из его имени, шокеры. Он также обладает способностью поглощать энергию и перенаправлять её.

## Вне комиксов

### Фильм
Крис Салливан появился в роли Шокерфейса в фильме Стражи Галактики. Часть 2. Он является лидером мятежной группы Опустошителей. Ганн первоначально опубликовал фотографию персонажа комиксов в социальных сетях после посадки Стражей Галактики, назвав его «самым тупым персонажем всех времен» и что он никогда не будет изображать персонажа в фильме. Когда пришло время для создания этого персонажа, Ганн описал его как «настоящего тупицу», а также «очень сильного парня».